# Cardon de Lichtbuer
Cardon de Lichtbuer (tot 1898 ook: Cardon) is een geslacht waarvan leden sinds 1861 tot de Belgische adel behoren.

## Geschiedenis
De bewezen stamreeks gaat terug tot Jacques Cardon en zijn vrouw Marie Salaert die in 1613 hun zoon Jacques te Gent lieten dopen, eerste vermelding van dit geslacht. In 1861 werd Philippe Cardon (1804-1875), gemeenteraadslid te Gent, verheven in de erfelijke Belgische adel; zijn zus werd op diezelfde dag in de persoonlijke adel verheven. In 1898 kregen drie broers, zonen van de geadelde, naamswijziging tot Cardon de Lichtbuer, de naam die sindsdien door alle levende leden van het adellijke geslacht wordt gedragen, en die ontleend is aan de heerlijkheid die in 1820 werd verworven door een telg uit dit geslacht en die voordien al in bezit was van voorgeslacht dat in dat genoemde jaar uitstierf. In 1999 werd aan jhr. Daniel Cardon de Lichtbuer (1930) de persoonlijke titel van baron verleend.
Anno 2019 waren er nog tientallen mannelijke telgen in leven, de laatsten geboren in 2018. Velen trouwden binnen de Belgische adel.

### Wapenbeschrijving
- 1861: D'or, à trois fleurs de chardon épanouies de gueules, tigées de sinople, posées deux [et] un. L'écu timbré d'un heaume d'argent, grillé, colleté et liseré d'or, doublé et attaché de gueules, aux bourrelet et hachements de sinople et d'or. Cimier: un chardon de l'écu, entre un vol d'or et de sinople. Devise: 'Crescit in arduis' d'or, sur un listel de sinople.

## Enkele telgen
- Jhr. Philippe Cardon (1804-1875), gemeenteraadslid van Gent en provincieraadslid van Oost-Vlaanderen, majoor, trouwde in 1827 in Gent met Eugénie Eugénie Goossens. Ze kregen vier zoons en een dochter.
  - Jkvr. Aline Cardon (1828-1873), trouwde in 1861 in Gent met Émile de Pierpont de Burnot (1827-1884). Ze kregen een zoon en een dochter, met afstammelingen tot heden.
  - Jhr. Florimond Cardon (1830-1858), trouwde in 1858 in Destelbergen met Marie de Potter (1828-1897), kleindochter van Louis de Potter. Het huwelijk bleef kinderloos.
  - Jhr. Théophile Cardon de Lichtbuer (1834-1922), trouwde in 1863 in Antwerpen met Léonie Kramp (1830-1918). Ze kregen twee zoons.
    - Jhr. Jean Cardon de Lichtbuer (1868-1947), trouwde in 1896 in Gentbrugge met Adèle Le Fevere de Ten Hove (1871-1940). Ze kregen vier zoons en zes dochters.
      - Jhr. Antoine (Tony) Cardon de Lichtbuer (1897-1966), industrieel, oprichter in 1936 van het genealogisch tijdschrift Le parchemin, trouwde in 1944 in Gentbrugge met prinses Marie Gagarine (1912-2001), kunstschilderes, dochter van prins Boris Vladimirovitch Gagarine (1875-1966), Russisch generaal-majoor, ambassadeur en hofdienaar. Ze kregen zes zoons en een dochter, met afstammelingen tot heden.
        - Jhr. Vladimir Cardon de Lichtbuer (1945), industrieel ingenieur, chef de famille, trouwde met Patricia Jadot, zus van Maxime Jadot, bankier.
          - Jhr. Alexandre Cardon de Lichtbuer (1984), vermoedelijke opvolger als chef de famille, trouwde in 2012 met jkvr. Barbara Vlerick (1988), dochter van baron Philippe Vlerick, ondernemer.
          - Jhr. Henri Cardon de Lichtbuer (1986), trouwde in 2014 met jkvr. Valentine Berghmans (1980), dochter van Jean-Pierre baron Berghmans, ondernemer.

      - Jkvr. Ghislaine Cardon de Lichtbuer (1899-1990), trouwde in 1926 in Gentbrugge met baron Yves de Vinck (1899-1979), zoon van Gaston de Vinck, burgemeester van Zillebeke en senator. Ze kregen vijf zoons en drie dochters, met afstammelingen tot heden.
      - Jkvr. Chantal Cardon de Lichtbuer (1912-1995), trouwde in 1934 in Gentbrugge met Gérald Morel de Westgaver (1902-2002), raadsheer bij het hof van beroep in Gent, voorzitter van de krijgsraad in Gent, zoon van Joseph-Alphonse Morel de Westgaver, raadsheer bij het hof van beroep in Gent. Ze kregen drie zoons en een dochter, met afstammelingen tot heden.
      - Jhr. Hubert Cardon de Lichtbuer (1913-1982), burgerlijk ingenieur, trouwde in 1941 in Wijnegem met Armande Cardon de Lichtbuer (1920-2008). Ze kregen twee zoons en een dochter, met afstammelingen tot heden.

    - Jhr. Alphonse Cardon de Lichtbuer (1869-1950), trouwde in 1891 in Bottelare met Maria Stas de Richelle (1871-1955), kleindochter van Bernard Stas de Richelle, volksvertegenwoordiger. Ze kregen vijf zoons en vijf dochters.
      - Jhr. Joseph Cardon de Lichtbuer (1892-1979), horticulturist, vicevoorzitter van de Association des horticulteurs belges, trouwde in 1920 in Luik met Simone de Terwagne (1896-1985). Ze kregen twee zoons en twee dochters.
        - Jkvr. Godelieve Cardon de Lichtbuer (1929-2014), trouwde in 1954 in Destelbergen met Joseph Hardy (1927-1992), zoon van Léon Hardy, burgemeester van Ragnies, senator. Ze kregen vier zoons en twee dochters, met afstammelingen tot heden.

      - Jhr. Louis Cardon de Lichtbuer (1893-1969), artilleriekolonel, trouwde in 1922 in Luik met Marie-Louise de Grady de la Neuville (1895-1989), dochter van ridder Emile de Grady de la Neuville (1872-1934), burgemeester van Wimmertingen. Ze kregen twee dochters, met afstammelingen tot heden.
      - Jhr. Jacques Cardon de Lichtbuer (1894-1941), burgerlijk ingenieur, burgemeester van Destelbergen, trouwde in 1937 in Stavelot met Marie t'Serstevens (1900-1989), dochter van Grégoire t'Serstevens, burgemeester van Baillonville. Ze kregen een zoon en een dochter, maar zonder nakomelingen.
      - Jkvr. Elisabeth Cardon de Lichtbuer (1900-1985), trouwde in 1925 in Destelbergen met Adalbert de Meester de Heyndonck (1901-1981). Ze kregen vijf zoons en drie dochters, met afstammelingen tot heden.
      - Jhr. Maurice Cardon de Lichtbuer (1902-1982), industrieel, trouwde in 1928 in Drongen met barones Marie-Antoinette van Eyll (1906-2007). Ze kregen vijf zoons en zeven dochters, met afstammelingen tot heden.
      - Jkvr. Henriette Cardon de Lichtbuer (1903-1997), trouwde in 1924 in Destelbergen met Jacques Struye de Swielande (1898-1954), zoon van Félix Struye de Swielande, gemeenteraadslid van Ieper, senator. Ze kregen twee zoons en vijf dochters, met afstammelingen tot heden.

  - Jhr. Evariste Cardon de Lichtbuer (1836-1906), trouwde in 1880 in Landegem met Anaïs de Keyser (1830-1903). Het huwelijk bleef kinderloos.
  - Jhr. Camille Cardon de Lichtbuer (1838-1915), trouwde in 1863 in Antwerpen met Emma Kramp (1843-1898). Ze kregen vier zoons en twee dochters.
    - Jkvr. Maria Cardon de Lichtbuer (1866-1903), trouwde in 1896 in Wilrijk met Léon Gilliot (1864-1917), burgemeester van Aartselaar. Ze kregen een zoon en drie dochters, met afstammelingen tot heden.
    - Jhr. Philippe Cardon de Lichtbuer (1867-1954), bankier, trouwde in 1891 in Antwerpen met Marie de Browne de Tiège (1871-1939). Ze kregen een zoon en een dochter.
      - Jkvr. Marthe Cardon de Lichtbuer (1892-1969), trouwde in 1922 in Antwerpen met graaf Marcel de Sauvage (1883-1968). Ze kregen een zoon en een dochter, met afstammelingen tot heden.
      - Jhr. Georges Cardon de Lichtbuer (1898-1975), wisselagent, trouwde in 1925 in Luik met Suzanne de Donnéa (1903-1984). Ze kregen vier zoons en drie dochters, met afstammelingen tot heden.

    - Jhr. Stanislas Cardon de Lichtbuer (1869-1942), horticulturist, trouwde in 1902 in Antwerpen met Joséphine Cogels (1879-1968), dochter van Frédégand Cogels, bankier, senator, gouverneur van Antwerpen. Ze kregen twee zoons en een dochter, met afstammelingen tot heden.
    - Jhr. Pierre Cardon de Lichtbuer (1871-1942), industrieel, voorzitter van de raad van bestuur van Manufactures céramiques d'Hemixem Gilliot et Cie in Hemiksem, trouwde in 1894 in Antwerpen met Julia Gilliot (1869-1922), zus van Léon Gilliot. Ze kregen drie zoons en twee dochters, met afstammelingen tot heden.
    - Jhr. Norbert Cardon de Lichtbuer (1876-1954), industrieel, trouwde in 1903 in Leuven met Ida de Becker (1874-1954). Ze kregen drie zoons en een dochter.
      - Jhr. Philippe Cardon de Lichtbuer (1904-1996), industrieel, gemeenteraadslid van Antwerpen, trouwde in 1942 in Velaines met Claire de la Croix d'Ogimont (1910-1981). Ze kregen drie zoons, met afstammelingen tot heden.
      - Jhr. Christian Cardon de Lichtbuer (1906-1998), industrieel, kapelmeester van de kathedraal van Antwerpen, trouwde in 1929 in Ukkel met Gabrielle Carton de Wiart (1905-1993), dochter van Albert Carton de Wiart, consul van Spanje. Ze kregen zes zoons en drie dochters.
        - Daniel baron Cardon de Lichtbuer (1930-2022), bankier, topambtenaar, bestuurder, trouwde met jkvr. Anne de Brochowski (1929-1979), dochter van Philippe de Brochowski, luitenant. Ze kregen vier dochters, met afstammelingen tot heden. Hij hertrouwde in 1994 met jkvr. Kathleen Francqui (1945), kleindochter van Emile Francqui.
          - Jkvr. Dorothée Cardon de Lichtbuer (1960), burgemeester van Kraainem

        - Jhr. Jean Cardon de Lichtbuer (1932-2001), priester, apostolisch protonotaris, pastoor-deken van de parochie Nuestra Señora de la Paz, aalmoezenier van de Universiteit van Caracas
        - Jkvr. Chantal Cardon de Lichtbuer (1933-2021), trouwde in 1955 in Antwerpen met Xavier Duquesne Watelet de la Vinelle (1928-2020), kleinzoon van Louis Duquesne Watelet de la Vinelle. Ze kregen een zoon en drie dochters, met afstammelingen tot heden.
        - Jhr. Bernard Cardon de Lichtbuer (1936), oprichter van Cofinimmo, trouwde met Marie-Clare d'Hoop (1946). Ze kregen een zoon en drie dochters, met afstammelingen tot heden.
        - Jhr. Benoît Cardon de Lichtbuer (1942), ambassadeur, oud-secretaris van koningin Fabiola, trouwde in 1968 met barones Raphaëlle de Viron (1946). Ze kregen vier zoons, met afstammelingen tot heden.

      - Jhr. André Cardon de Lichtbuer (1910-1987), trouwde in 1938 in Assebroek met Yvonne Kervyn de Marcke ten Driessche (1917-2005), broer van Jacques Kervyn de Marcke ten Driessche, burgemeester van Assebroek. Ze kregen twee zoons en een dochter, met afstammelingen tot heden.